# Déjà Vu (Album)
Déjà Vu ist das erste Musikalbum der US-amerikanischen Folk-Rockband Crosby, Stills, Nash & Young bzw. das zweite der Formation Crosby, Stills and Nash. Es trug wesentlich dazu bei, CSNY als eine der führenden Rockbands ihrer Zeit zu etablieren und erreichte Platz 1 der Billboard-Charts. Das Musikmagazin Rolling Stone wählte Déjà Vu unter die „500 besten Alben aller Zeiten“ (Platz 147).

## Album
Nach dem großen Erfolg des Debütalbums Crosby, Stills & Nash (1969) suchten David Crosby, Stephen Stills und Graham Nash nach Musikern, mit denen sie auf Tour gehen könnten, da der Multiinstrumentalist Stills im Studio fast alle Instrumente allein eingespielt hatte. Schlagzeuger Dallas Taylor, der schon beim Debüt dabei gewesen war, wurde nun vom Motown-Sessionmusiker Greg Reeves am Bass unterstützt. Schließlich stieß mit Neil Young auch Stills’ Bandkollege aus Buffalo-Springfield-Tagen dazu. Der Bandname wurde zu Crosby, Stills, Nash & Young erweitert, aber auch Reeves und Taylor werden auf dem Cover genannt und sind auf dem Titelbild des Albums zu sehen.
Durch die Neuzugänge klang das Album deutlich rockorientierter als der Vorgänger, was vor allem den nunmehr zwei Lead-Gitarristen Stills und Young zuzuschreiben war. Dies änderte jedoch nichts an der stilistischen Vielfalt der Band, deren (nunmehr vier) Songwriter individuelle Akzente setzten: Crosby steuerte mit dem Titelsong Déjà Vu und dem Stück Almost Cut My Hair zwei sehr von der Hippie-Bewegung beeinflusste Songs bei, die sich bald zu Klassikern entwickelten. Stills schrieb mit Carry On/Questions und 4 + 20 zwei sehr unterschiedliche Lieder, von denen eigentlich nur Ersteres ein „echtes“ CSNY-Stück ist, dessen vierstimmiger Satzgesang eine der wesentlichen Qualitäten der Band zur Geltung brachte. Auf 4 + 20 hingegen begleitete sich Stills selbst zur Akustikgitarre. Graham Nash zeichnete mit Teach Your Children und Our House für zwei der drei erfolgreichen Singles des Albums verantwortlich: Teach Your Children erreichte Platz 16, Our House Platz 30. Die erfolgreichste Single war das von Joni Mitchell geschriebene und von Stephen Stills als Rock arrangierte Stück Woodstock, das bis auf Platz 11 kam. Neil Young steuerte sein zum Klassiker avanciertes Stück Helpless sowie das dreiteilige Lied Country Girl bei. Den Schluss des Albums bildet das von Young und Stills gemeinsam geschriebene Stück Everybody I Love You, das als einziger Song des Albums nicht zum Kanon der „CSNY-Klassiker“ gezählt werden kann.
Die musikalische Dichte des Albums täuscht allerdings darüber hinweg, dass sich die einzelnen Musiker nicht besonders gut miteinander verstanden und die Aufnahmen meist einzeln einspielten, weshalb nicht alle vier Musiker auf allen Stücken zu hören sind. Stephen Stills schätzte, es habe etwa 800 Stunden Arbeitszeit gekostet, um die Aufnahmen zu machen.
Die Wirkung des Albums war enorm: Nicht nur, dass Déjà Vu die Spitze der Charts erreichte und zu erfolgreichen Soloalben aller vier Mitglieder führte, die Zeitschrift Der Spiegel nannte es gar den „Soundtrack der sogenannten Woodstock-Generation“. Auch der Allmusic-Guide beurteilt das Album als Meilenstein der populären Musik.

## Titelliste
1. Carry On (Stills) – 4:26
2. Teach Your Children (Nash) – 2:53
3. Almost Cut My Hair (Crosby) – 4:31
4. Helpless (Young) – 3:33
5. Woodstock (Joni Mitchell) – 3:54
6. Déjà Vu (Crosby) – 4:12
7. Our House (Nash) – 2:59
8. 4 + 20 (Stills) – 2:04
9. Country Girl (Whiskey Boot Hill, Down, Down, Down, Country Girl (I Think You’re Pretty)) (Young) – 5:11
10. Everybody I Love You (Stills/Young) – 2:21

## Gastmusiker
- Jerry Garcia: Pedal-Steel-Gitarre (auf Teach Your Children)
- John Sebastian: Mundharmonika (auf Déjà Vu)

## Hörbeispiel
- Déjà vu – Hörbeispiel

## Sonstiges
Kurz nach dem Erscheinen von Déjà Vu nahmen Crosby, Stills, Nash & Young im Mai 1970 die Single Ohio auf. Neil Young hatte das Lied als Reaktion auf das Kent-State-Massaker geschrieben, bei dem vier Studenten während eines friedlichen Protests erschossen wurden. Die B-Seite Find the Cost of Freedom, geschrieben von Stephen Stills, entwickelte sich ebenfalls zu einem bekannten Protestlied. Die Single erreichte Platz 14 der Charts.
Dem Erfolg von Déjà Vu folgte eine ebenfalls sehr erfolgreiche Tournee, die auf dem Livealbum 4 Way Street dokumentiert ist.